# Ostreopsis ovata

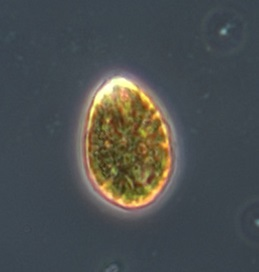
Ostreopsis cf. ovata

Ostreopsis ovata ist eine einzellige thecate (gepanzerte) marine Algenart aus der Gattung Ostreopsis und gehört damit zur Dinoflagellaten-Familie Ostreopsidaceae. Sie wurde erstmals 1981 von Y. Fukuyo beschrieben.

## Merkmale
Die Schale (Theca) von Ostreopsis ovata ist wie bei allen Vertretern der Gattung Ostreopsis an Bauch- und Rückenseite abgeflacht. Die beiden Schalenteile (Hypotheca und Epitheca) haben keinen deutlichen Größenunterschied.
Das Cingulum besitzt zwei deutliche Strukturen: eine Ventralplatte mit Ventralpore und eine angrenzende, gekrümmte Platte.
Die Zellen sind tropfenförmig, oval und bauchseitig verschmälert.
Ostreopsis ovata ist die schlankeste Art ihrer Gattung.
Die Schalen-Oberfläche ist glatt und mit kleinen, gleichmäßig verteilten Poren von 0,07 µm Durchmesser besetzt.
Der Durchmesser der Einzeller beträgt dorsoventral 47 bis 55 µm.
Die Zellen enthalten etliche goldfarbene Chloroplasten und sind daher photosynthetisch aktiv.
Der große und ovale Zellkern liegt im hinteren Zellbereich.
Es gibt Hinweise, dass die Art mixotroph ist und Beuteorganismen mit der Ventralpore eingeschlossen werden.
Die Vermehrung erfolgt asexuell durch Zellteilung.

## Verbreitung und Habitat

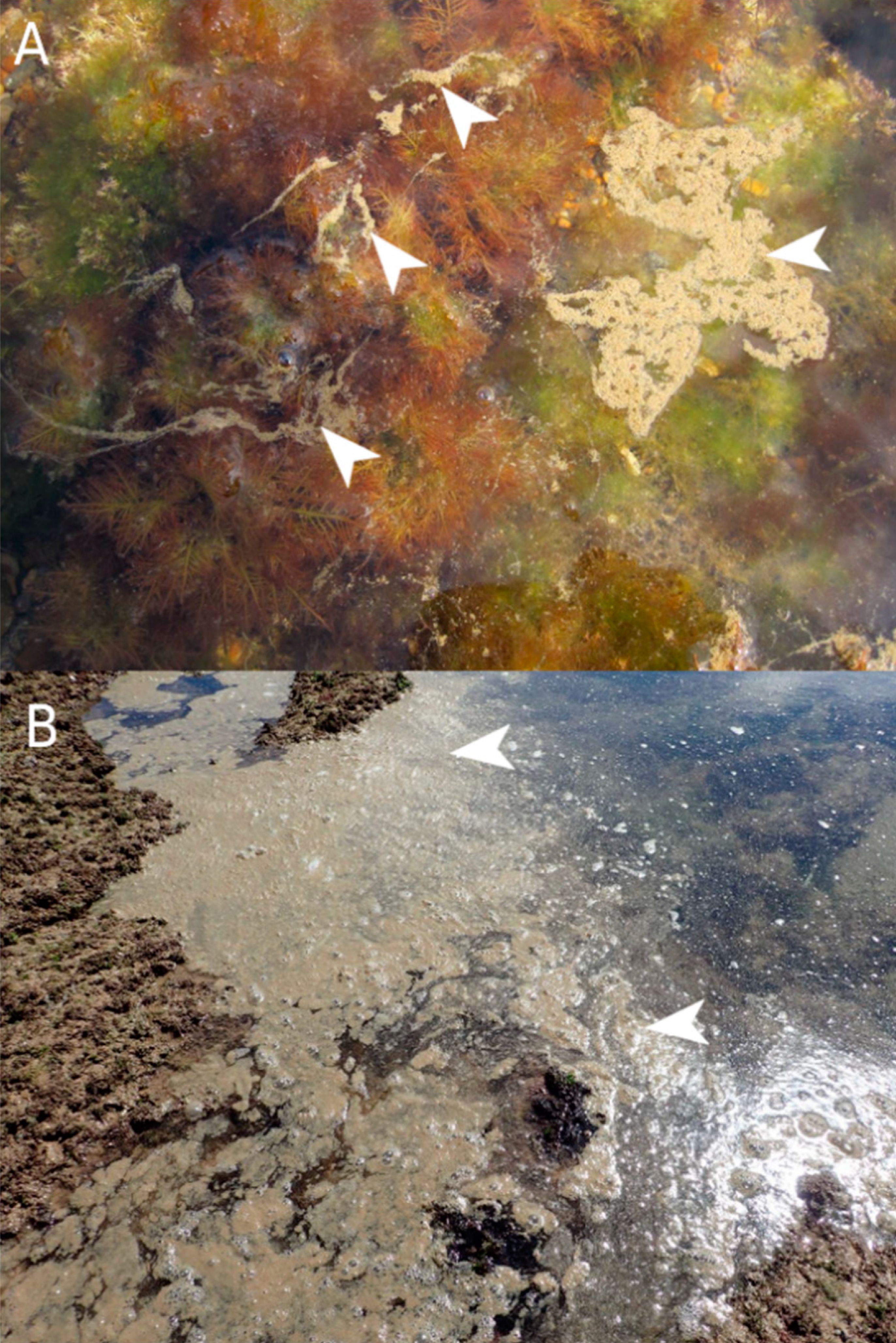
Schaumartige Aggregate (Pfeilspitzen) mit hoher Konzentration an Zellen von O. cf. ovata in Bereichen mit Makroalgen ((A), Strand von Guéthary) oder Felden ((B), Strand von Biarritz), September 2021.

Ostreopsis ovata lebt benthisch, kommt manchmal auch im Plankton vor (tycoplanktisch), oder wächst epiphytisch etwa auf Makroalgen (Seetang).
Wegen ihrer mikroskopisch kleinen Größe (Länge 47–55 µm, Breite 27–35 µm) sind die Einzeller mit dem bloßen Auge nicht sichtbar.
Wenn ab einer Tiefe von etwa 1,5 m die sichtbaren Makroalgen wie von einem braunen Film überzogen erscheinen, dann gilt dies als ein Anzeichen für verstärktes Auftreten (Algenblüte).
Merkmale von Algenblüten sind anormale Färbung des Wassers an der Oberfläche, weißliche und bräunliche schaumige Flecken, Opaleszenz oder Material von gallertartiger Konsistenz in der Suspension.
Ostreopsis ovata stammt ursprünglich aus dem tropischen Pazifik.
Typus-Lokalität dieser Spezies ist der Pazifik um Französisch-Polynesien, Neukaledonien und den Ryūkyū-Inseln (alias Nansei-Inseln).
Die Art ist typisch für warme, tropische Klimazonen.
Populationen werden meist in geschützten, küstennahen Gebieten des tropischen Pazifik und in der Karibik gefunden.
Die Spezies wurde früher eher selten beobachtet.
Sie kann aber bei günstigen Temperaturen ihr Vorkommen weiter nach Norden beziehungsweise Süden verlagern.
Man nimmt an, dass der Klimawandels das Mittelmeer für ihre Entwicklung geeignet machte, sodass sie sich in dieser und anderen eher gemäßigten Regionen der Erde etablieren konnte.
O. ovata ist seit 1989 auch im Mittelmeer bekannt; möglicherweise wurde sie bereits 1972 (vor der Erstbeschreibung 1981) in Frankreich beobachtet.
Die Art ist heute regelmäßig im Sommer an den Mittelmeerküsten Italiens, Frankreichs und Spaniens zu finden.
Es wird vermutet, dass sie möglicherweise durch Ballastwasser des Internationalen Schiffsverkehrs ins Mittelmeer gelangte.
Sie ist seitdem immer wieder insbesondere an den italienischen Küsten zu finden (erstmals 1998 in der Toskana), wo sie wiederholt Algenblüten (englisch algal blooms) mit Badeverboten verursachte (etwa 2005 und 2006 im Golf von Genua). Während das Auftreten ursprünglich auf den westlichen Teil des Mittelmeers (insbesondere das Tyrrhenische Meer) beschränkt war, ist sie inzwischen aber auch in der Adria zu finden. Im westlichen Mittelmeer gehören zum Verbreitungsgebiet auch das Ligurische Meer und die Balearen.

### Auftreten an den Küsten Italiens
Beispielhaft für andere Anrainerstaaten des westlichen Mittelmeers folgt eine Liste von Blüten von O. ovata an italienischen Stränden (ohne Anspruch auf Vollständigkeit):
- 1998 – erstes Auftreten in Italien in der Toskana (Apuanische Küste vor den Apuanischen Alpen, Provinz Massa-Carrara), gemeldet durch das Provinzlabor der Agenzia regionale per la protezione ambientale della Toscana (ARPA Toskana) in Massa;[8]
- 2001 – in Apulien (La Gazzetta del Mezzogiorno);[14]
- 2003–2004 – im Sommer jeweils Blüten an der Küste von Apulien[11]
- 2005 – in Ligurien (Corriere della Sera),[15] darunter im Golf von Genua;[9]
- 2006 – im Golf von Genua;[10]
- 2006 – im Sommer an der Küste von Fregene (Fiumicino) betroffen;[16]
- 2006 – im Oktober im Golf von Triest, vom Labor ARPA-FVG (ARPA Friuli-Venezia Giulia) im Departement Gorizia gefunden;[17]
- 2006 – an der Küste bei Palermo;[18]
- 2008 – Ende August an der Küste der Abruzzen (Rocca San Giovanni und Fossacesia) gefunden;[17]
- 2012 – an der Küste bei Catania;[19]
- 2024 – in den Abruzzen (Ortona, Rocca San Giovanni, San Vito Chietino);[12]

## Auftreten in weiteren Meeresgebieten
Außer diesen Vorkommen im Mittelmeer und im Pazifik wurde die Art Ostreopsis ovata oder ähnliche (Ostreopsis cf. ovata) an folgenden Orten auf der Welt isoliert:
- Atlantik: Kanarische Inseln,[21] Madeira,[22] Brasilien,[23][3] Frankreich (Biskaya 2020 & 2021, O. cf. ovata)[24]
- Pazifik: Ecuador,[23][3] Südkorea, Japan[3]
- Indischer Ozean: Réunion[3]
- Thailand, Indonesien[3]

### Die Ausbreitung bzw. das Auftreten begünstigende Faktoren
Wie bei anderem Phytoplankton auch begünstigen folgende Faktoren eine Algenblüte von O. ovata:
- Eutrophierung (erhöhte Konzentrationen von Stickstoff und Phosphor im Meerwasser (etwa von den Flüssen ins Meer gebracht))
- Abschnitte mit stehendem Wasser, entweder aufgrund fehlender Strömungen oder durch den Bau von Buhnen zum Schutz der Küste
- Anstieg der Temperatur auf 22–23 °C (oder mehr)

Gewöhnlich wird man auf das Vorkommen von O. ovata nicht direkt aufmerksam, stattdessen sind wiederholte Inspektionen der gefährdeten Küstenstreifens in den Sommermonaten (kritische Zeit im Allgemeinen Juli und August) nötig.
Unter den oben beschriebenen Bedingungen gedeiht O. ovata im Meer am besten. Dazu kommt, dass der an der Küste wehende Wind eine Düngung der Algenblüte mit sich bringen kann (etwa durch Saharastaub). Dies kann im ungünstigen Fall zur Gefahr von Vergiftungssyndromen bei Badenden führen.

## Toxizität

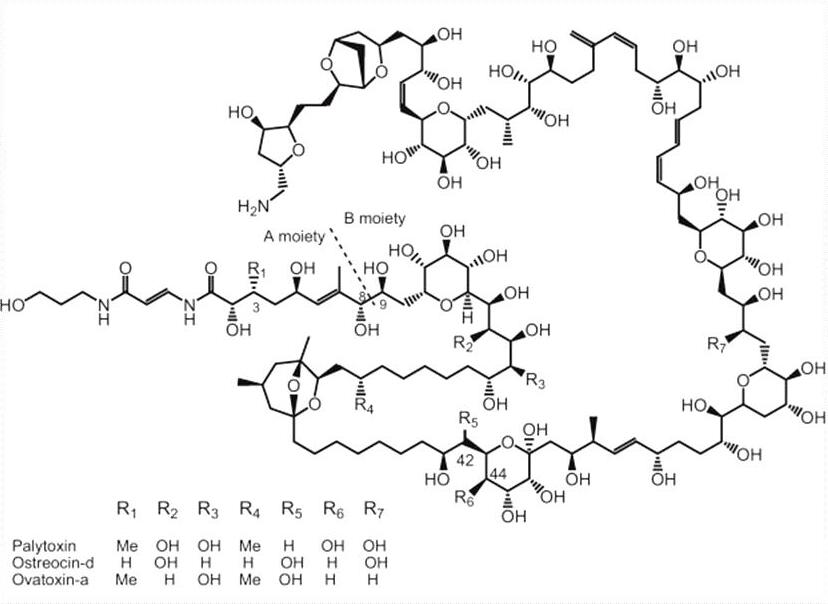
Struktur von Palytoxin, Ostreocin-d und Ovatoxin-a im Vergleich

Wenn sich O. ovata bei einer Algenblüte im Benthos auf das sandige oder felsige Substrat absetzt, kann sie sie durch ihr Wachstum den verfügbaren Sauerstoff dort verbrauchen und den Tod aller dort lebenden Organismen verursachen.
Bei Tieren wie Seeigeln und Seesternen kommt es zum plötzlichen Verlust von Stacheln bzw. Armen; an Felsen haftende Napfschnecken (Patellidae) und Rankenfußkrebse aus der Gruppe Thoracica (italienisch denti di cane ‚Hundezähne‘) lösen sich von den Felsen und sterben ab; ähnlich ergeht es den Mittelmeer-Miesmuscheln (Mytilus galloprovincialis, ital. cozze).
Die Algenblüte von O. ovata kann beim Menschen eine Vergiftung verursachen, mit Symptome wie eine unspezifische Reizung der Schleimhäute der Atemwege und der Bindehaut hinweisen: Bindehautreizungen, Rhinorrhoe (Erkältung), Atembeschwerden (Husten, Keuchen, Bronchospasmus mit mäßiger Dyspnoe) und Fieber.
Diese Symptome werden typischerweise ausgelöst nicht alleine dusch das Verschlucken von kontaminierten Wasser, sondern bereits auch durch eingeatmete Gischt (marinen Aerosolen, d. h. suspendierte wässrige Mikropartikel, die die O. ovata enthalten).
Gefährdet sind damit nicht nur Personen, die sich direkt im Wasser aufhalten, weshalb ein Badeverbot alleine zur Begrenzung der Exposition nicht ausreichend ist.
Das klinische Syndrom gilt dabei noch als relativ harmlos im Vergleich zu anderen durch Algenblüten verursachten Vergiftungserscheinungen.
Eine zusätzliche Gefahr für den Menschen besteht aber durch belastete Nahrung.
Neben der oben genannten direkten Wirkung einer Algenblüte von O. ovata mit ihren grippeähnlichen Symptomen können Palytoxin-ähnliche Toxine noch auf indirekten Wirkungsweg die menschliche Gesundheit schädigen, nämlich durch den Verzehr von Organismen, die in der von der Algenblüte betroffenen Umgebung aufwachsen.
Dies sind insbesondere Muscheln, die zwar meist nicht direkt durch das Gift geschädigt werden (sie sterben allenfalls aufgrund des durch massives Auftreten von Ostreopsis-Arten entstehenden Sauerstoffmangels), können aber das Gift im Laufe der Zeit in ihrem Körper anreichern.
In Italien werden die offiziell zur Ernte ausdrücklich freigegebenen Muschelstandorte durch wiederholten Analysen der im Laufe eines Jahres überwacht. Die Gefahr liegt aber in der oft illegal betriebenen Ernte von Weichtieren etwa an anderen nicht überwachten Stellen.
Die mit Ostreopsis-Toxinen kontaminierten Tiere (hier: Weichtiere), lösen beim Verzehr auch nach dem Kochen noch eine Ciguatera (oder englisch Diarrheic shellfish poisoning, italienisch diarrea a seguito avvelenamento di molluschi) genannte Lebensmittelvergiftung aus, mit den klassischen Symptome von Erbrechen und Durchfall sechs Stunden nach dem Verzehr. Daneben können noch andere Symptome auftreten, die jedoch nicht tödlich sind.
Über das von Ostreopsis ovata produzierte Gift war lange Zeit nicht viel bekannt, außer dass es löslich ist in Butanol ist und ähnliche Eigenschaften wie das bekannte und sehr starke marine Toxin Palytoxin hat.
Die inzwischen erfolgte Aufklärung der Struktur hat die Verwandtschaft dieser jetzt Ovatoxine genannten Gifte mit den Palytoxinen bestätigt.
Wegen dieser Toxizität werden die Konzentrationen von O. ovata, sowie ähnliche Dinoflagellaten wie Prorocentrum lima und Coolia monotis in Italien regelmäßig überwacht. Zudem ist die Selbsternte von Miesmuscheln und anderen Muscheln und in Italien verboten.

## Gegen- und Schutzmaßnahmen
Die Maßnahmen zum Schutz der Bevölkerung (inklusive Touristen) seien hier wieder am Beispiel Italiens erläutert:
Seit März/Mai 2010 ist in dem Land die Überwachung von Meeresgebieten, die durch O. ovata und andere potenziell toxische Mikroorganismen (wie Coolia monotis, Prorocentrum lima u. a.) gefährdet sind, verbindlich vorgeschrieben.
Die regionalen Umweltschutzbehörden (italienisch Agenzie Regionali per la Protezione Ambientale, ARPA) suchen noch bevor in den Sommermonaten kritische Bedingungen eintreten die bekannterweise gefährdeten Küstenregionen ab, überwachen die Zahl dieser Mikroorganismen im Meerwasser und warnen die Gemeinden und die zuständigen lokalen Gesundheitsbehörden (ital. aziende sanitaria locale, ASLs) gemäß den Richtlinien des italienischen Gesundheitsministeriums, wenn die Anzahl 10.000 (seit 2018: 30.000) Zellen pro Liter überschreitet.
Die Messergebnisse der ARPA werden online veröffentlicht (u. a. für Sizilien).